# Sinan Özkan
Sinan Özkan (sinh 22 tháng 3 năm 1986) là một cầu thủ bóng đá Thổ Nhĩ Kỳ thi đấu cho Serik Belediyespor.

## Sự nghiệp
Sinh ra ở Saint-Étienne, Özkan bắt đầu sự nghiệp bóng đá từ đội trẻ của AS Saint-Étienne. Anh chuyển đến Thổ Nhĩ Kỳ và chơi cho các đội Türk Telekom Gençlik Spor Kulübü, Samsunspor, Manisaspor, Fethiyespor, Giresunspor, Tokatspor và Elazığspor. Anh có 7 lần ra sân ở giải Süper Lig của Thổ Nhĩ Kỳ cho Manisaspor và 1 lần cho Elazığspor.